# محمد إغبارية
محمد سعيد إغبارية (1968-) أسير وكاتب فلسطيني من مدينة أم الفحم في الداخل الفلسطيني المحتل عام 48. تم إعتقاله في 25 شباط عام 1992 بعد إقتحام قوات الإحتلال الإسرائيلي لمنزله وتفتيشه وتخريب محتوياته وإعتقاله مع أخيه إبراهيم، تعرض لتحقيق قاس وحكم عليه بالسجن ثلاث مؤبدات وستة عشر عاما، وتم عزله حتى نهاية عام 1992، وهو موجود الآن في سجن ريمون الصحراوي. كما رفضت حكومات الإحتلال الإفراج عنه في فترة إفراجات إتفاق أوسلو الذي أبرم مع السلطة الفلسطينية، وفي صفقة تبادل وفاء الأحرار عام 2011، وفي إفراجات الدفعة الرابعة من أسرى ما قبل أوسلو عام 2014 التي أوقفتها حكومة الإحتلال، كما رفضت محكمة الإستئناف تخفيض حكمه في قرار صدر عام 2021. وأثناء مكوثه في سجون الإحتلال نال درجة البكالوريوس في العلوم الإنسانية والإجتماعية من جامعة تل أبيب المفتوحة، ودرجة الماجستير في العلوم السياسية والعلاقات الدولية من الجامعة ذاتها عام 2005.

## حياته
ولد "محمد سعيد" حسن إغبارية في بلدة المشيرفة قضاء أم الفحم في الحادي والثلاثين من يناير عام 1968. درس المرحلة الأساسية في مدرستي المشيرفة وكفر قرع، والمرحلة الثانوية في مدرسة الثانوية الشاملة فرع الإلكترونيكا في مدينة أم الفحم، ونال درجة الدبلوم في الهندسة والتربية من معهد الهندسة في كلية بيت سيفرد عام 1984، عمل بعدها مدرِّسا في المدرسة الثانوية الشاملة في أم الفحم لمدة عام.

## إعتقاله
عمل إغبارية على تشكيل خلية للمقاومة ضمت في صفوفها أخوه إبراهيم، ويحيى مصطفى إغبارية، ومحمد توفيق جبارين، وقامت الخلية في الرابع عشر من شباط عام 1992 بإقتحام معسكر جلعاد التابع للجيش الصهيوني والقريب من وادي عارة، وقتلت ضابطاً وجنديين وأصابت خمسة آخرين، واستولت على سلاح من نوع جاليلو، وثلاث قطع من نوع (M16). وقد إلتحق الأسير إغبارية بالعمل التنظمي داخل السجن وتولى مواقع قيادية بين أسرى حركة الجهاد، وكان له نشاط في المجالين التعليمي والثقافي.

## إنتاجه الأدبي
كتب إغبارية المقالة السياسية والوطنية في المجلات والمواقع الإلكترونية وصدر له عدد من الروايات والكتب منها:
- رواية رحلة حكيم في سجن السبع، صدرت عام 2007.
- ديوان شعر بعنوان لمعات في عتم الزنازين، صدر عام 2008.
- رواية قناديل لا تنطفئ، صدرت عام 2012.
- ولدي يموت من وراء القضبان.
- تأملات في كرامة الإنسان، صدرعام 2020.
- دليل القيادة في فن القادة، وعرب الداخل بين وهم الكنيست وسراب المساواة، والإضراب عن الماء، 2023.
- وعي الإنسان بكرامته، صدر عام 2023.